# Владија (Васлуј)
Владија (рум. Vladia) насеље је у Румунији у округу Васлуј у општини Драгомирешти. Oпштина се налази на надморској висини од 192 m.

## Становништво
Према подацима из 2002. године у насељу је живело 516 становника, од којих су сви румунске националности.